# Ancistria bakeri
Ancistria bakeri là một loài bọ cánh cứng trong họ Passandridae. Loài này được Kessel miêu tả khoa học năm 1921.